# 戴良 (明朝)
戴良（1317年—1383年），字叔能。婺州浦江（今属浙江）人。元末明初文人。

## 生平
元延祐四年（1317），五月十三日出生，早年從吴莱、柳贯、黄溍、余阙學習，与宋濂、王祎、胡翰、陈基、丁鹤年、杨维桢、王逢等友善。柳贯去世后，戴良为其料理家务。至元二十一年，曾任淮南江北等处行中书省儒学提举。后至吴中，依张士诚，聘任为起居郎。张氏將敗，自苏州至山东昌乐、益都等地。又泛舟至登莱，欲附扩廓帖木儿军，以圖恢復，以道阻未果。
洪武六年（1373年）始還鄉，隱居四明（今宁波境内），明廷徵召不仕。晚號九靈山人。洪武十五年，明太祖召至京师，欲授官籠絡，以病固辞，忤旨待罪。
洪武十六年（1383），四月十七日，自殺死。

## 著作
有《九靈山房集》三十卷。四庫全書版本。
- 《重修琴川志》序

## 延伸阅读
[在维基数据编辑]
 在维基文库阅读此作者作品
 《明史卷二百八十五》，出自《明史》